# 第一比倫凱
47°38′1″N 35°4′4″E / 47.63361°N 35.06778°E
第一比倫凱（羅馬化：Bilenke Pershe）是位於烏克蘭東南部的村莊，由扎波羅熱州扎波羅熱区的比倫凱市鎮負責管轄。該村面積7.11平方公里，2001年該村落人口808，人口密度每平方公里113.7人。